# Strömningstillstånd 1
Strömningstillstånd 1 i Moody-diagrammet är ett strömningstillstånd som kännetecknas av att fluidens reynoldstal (Re) understiger ca 2000-2320 (den exakta gränsen beror på det undre kritiska värdet på Reynolds tal). I denna zon är flödet alltid laminärt och kan lätt beräknas medelst Hagen-Poiseuilles lag. I hydrotekniska sammanhang är strömningstillstånd 1 mycket sällsynt, även om det kan förekomma.